# Oryctanthus ovalifolius
Oryctanthus ovalifolius är en tvåhjärtbladig växtart som först beskrevs av Ruiz & Pav., och fick sitt nu gällande namn av Macbride. Oryctanthus ovalifolius ingår i släktet Oryctanthus och familjen Loranthaceae. Inga underarter finns listade i Catalogue of Life.